# کلروبیس(سیکلواکتن)رودیم دیمر
کلروبیس(سیکلواکتن)رودیم دیمر (به انگلیسی: Chlorobis(cyclooctene)rhodium dimer)یک ترکیب آلی فلزی حاوی رودیم با فرمول شیمیایی Rh2Cl2(C8H14)4 است.